# Karl Bohnenstengel
Karl Bohnenstengel (* 4. März 1890 in Landsberg an der Warthe; † 17. Juli 1965 in Ost-Berlin) war ein deutscher Politiker (KPD, SED).

## Leben und Wirken
Bohnenstengel besuchte die Volksschule in Landsberg. Nach der Schulentlassung 1904 war Bohnstengel, der seit 1909 der Gewerkschaft angehörte und seit 1912 in der SPD politisch organisiert war, bis zum Ausbruch des Ersten Weltkrieges in wechselnden Berufen tätig. Nachdem er bereits von 1910 bis 1912 den Militärdienst absolviert hatte, wurde Bohnstengel 1914 als Sanitätssergeant reaktiviert und nahm bis 1918 am Ersten Weltkrieg teil. Wegen einer Verwundung wurde er erst im September 1919 aus dem Lazarett entlassen. Von 1919 bis 1924 war er Kreisleiter im Deutschen Landarbeiter-Verband. Danach verdiente er seinen Lebensunterhalt bis 1930 als Bauarbeiter.
Ab 1919 war er Stadtverordneter in Landsberg. 1923 verließ Bohnenstengel die SPD und trat zur Kommunistischen Partei Deutschlands (KPD) über, blieb aber weiterhin bis 1930 Stadtverordneter. 1929 wurde er Mitglied der Provinzlandtages Brandenburg. Im September 1930 wurde Bohnstengel schließlich für den Wahlkreis 5 (Frankfurt an der Oder) in den Reichstag gewählt, dem er bis zum Juli 1932 angehörte.
Nach seinem Eintritt in die KPD wurde er aus dem Landarbeiterverband ausgeschlossen. Er war in der KPD von 1930 bis Anfang 1933 Instrukteur für Landarbeiterfragen der Bezirksleitung Berlin-Brandenburg und Vorsitzender der Revolutionären Gewerkschafts-Opposition (RGO) Berlin-Brandenburg.
Während der NS-Herrschaft wurde er mehrmals kurz inhaftiert. Von Ende 1933 bis 1939 betrieb er einen kleinen Lebensmittelladen in Berlin, danach arbeitete er bei den Norddeutschen Eisenwerken. Am 22. August 1944 wurde er festgenommen und bis April 1945 im KZ Sachsenhausen inhaftiert.
1945 wurde er Kreisleiter der KPD im Kreis Teltow, ab Dezember 1945 bis Ende 1950 Referent in der KPD-Bezirksleitung Brandenburg, bzw. der SED-Landesleitung Brandenburg in Potsdam.